# Emma Osterman Elmer
Emma Osterman Elmer (1867 - 5 de setembro de 1956) foi uma bibliotecária e autora norte-americana conhecida pelo seu trabalho de catalogação nas Filipinas. Ela e o seu marido, o botânico Adolph Daniel Edward Elmer, foram mantidos prisioneiros no campo de internamento de São Tomas durante a Segunda Guerra Mundial. Ele morreu lá e ela voltou para os Estados Unidos.
Ela foi autora de vários livros sobre a vida das plantas nas Filipinas, incluindo Our Philippine Trees e Our Philippine Forests. Ela também foi a criadora da Lista de verificação de publicações do governo das Ilhas Filipinas, que escreveu enquanto servia como Chefe da Secção de Documentos Públicos da Biblioteca Filipina. Esta publicação, que tentou detalhar todas as publicações criadas pelo governo pós-guerra filipino-americana, foi chamada de "a publicação mais importante publicada pela Biblioteca Filipina desde o seu início."
Elmer casou-se com Adolph Daniel Edward Elmer em 1902. Eles tiveram um filho, Anton Dambor Elmer, em 1906.